# Hemau
Hemau é uma cidade da Alemanha localizado no distrito de Ratisbona, região administrativa de Oberpfalz, estado de Baviera.